# 义井镇 (阳泉市)
义井镇是中华人民共和国山西省阳泉市城区下辖的一个镇。
2017年4月1日，阳泉市人民政府通过《关于城区、矿区托管郊区部分（乡）镇、行政村的意见（代拟稿）》，义井镇交由阳泉市矿区托管。 5月1日，城区正式接管郊区义井镇。

## 行政区划
义井镇下辖以下村级行政区划单位：
义井村、义东沟村、南庄村、大阳泉村、王家峪村、西峪村、牛家峪村、西峪掌村、神峪村、河下村、泊里村、小河村、圪台村和白羊墅村。

## 中国传统村落
小河村、大阳泉村获评“中国传统村落”。